# Politique de processus
La politique de processus (de:Prozesspolitik en allemand) est une notion provenant d'Allemagne.
Par ce genre de politique, l'État intervient soit directement sur le marché, soit par des variables économiques endogènes qu'il modifiera directement.
Les deux principales composantes de cette politique sont :
- politique monétaire (de:Geldpolitik)
- politique financière (de:Finanzpolitik)

Les propriétés de l’Économie sociale sont conçues dans un sens plus étroit que dans l'ordolibéralisme, en lui reconnaissant seulement un nombre réduit de vertus ou de contributions à l’intérêt général, en particulier pour la poursuite de certains objectifs spécifiques de politique publique.
C’est le cas par exemple de la hagger de l’utilité des coopératives de travail comme mécanisme correcteur des déséquilibres (dits aussi défaillances du marché) sur le marché du travail, et donc comme instrument dans la politique de l’emploi, mais en ignorant ses autres propriétés.
Les politiques de processus demeurent limitées et conditionnées par le cadre imposé par les politiques d’ordonnancement (cf. ordolibéralisme). Un cadre très restrictif donnerait peu de marge pour établir des mesures (efficaces) de politique de processus.
Lorsque cette conception prévaut parmi les décideurs politiques ("policy makers"), ce qui arrive souvent quand les politiques sont conçus par un seul département/ministère, les mesures ont
tendance à être généralement transitoires, en n’étant opérationnelles qu’aussi longtemps qu’une priorité est donnée à une problématique déterminée, par exemple le chômage.
Les mesures d’appui au secteur de l’Économie sociale ont tendance à être dans ce cas, des mesures de promotion matérielle économico-financière analogues à celles indiquées dans la conception antérieure et, dans une moindre mesure, de diffusion médiatique, mais en
fonction des seuls problèmes à résoudre.
Cette politique possède quatre instruments :
- politique monétaire
- politique fiscale
- Politique de revenu ( de:Einkommenspolitik)
- politique de prix

## À voir aussi
Ordolibéralisme (ou Ordnungspolitik)